# Agriculture en Italie
 (février 2014).
Si vous disposez d'ouvrages ou d'articles de référence ou si vous connaissez des sites web de qualité traitant du thème abordé ici, merci de compléter l'article en donnant les références utiles à sa vérifiabilité et en les liant à la section « Notes et références ».
L'agriculture de l'Italie représente, en 2020, 1,99 % du PIB italien.

## Histoire
L'agriculture est développée en Italie dès l'Antiquité : viticulture, olives, céréales, élevage...

## Production
L'Italie a produit en 2018: 
- 389 000 tonnes d'artichauts (premier producteur mondial devant la France et l'Espagne);
- 8,5 millions de tonnes de raisin (deuxième producteur mondial, seulement dépassé par la Chine);
- 1,8 million de tonnes d'olives (deuxième producteur mondial, seulement dépassé par l'Espagne);
- 1,1 million de tonnes de pêches (deuxième producteur mondial, seulement dépassé par la Chine);
- 562 mille tonnes de kiwis (deuxième producteur mondial, seulement dépassé par la Chine);
- 716 000 tonnes de poires (troisième producteur mondial, seulement dépassé par la Chine et les États-Unis);
- 2,4 millions de tonnes de pommes (sixième producteur mondial);
- 5,7 millions de tonnes de tomates (septième producteur mondial, premier en Europe[2]);
- 1,5 million de tonnes d'oranges (13e producteur mondial);
- 6,9 millions de tonnes de blé;
- 6,1 millions de tonnes de maïs;
- 1,9 million de tonnes de betterave à sucre (utilisées pour produire du sucre et de l'éthanol);
- 1,5 million de tonnes de riz;
- 1,3 million de tonnes de pommes de terre;
- 1,1 million de tonnes de soja;
- 1 million de tonnes d'orge;
- 700 000 tonnes de mandarines;
- 607 000 tonnes de melons;
- 596 000 tonnes de citrouilles;
- 581 000 tonnes de pastèques;
- 546 000 tonnes de carottes;

En plus des productions inférieures d'autres produits agricoles: poivre, cerise, aubergine, noisette, citron, flocons d'avoine, laitue, chicorée, chou, oignon, prunes, sorgo, épinard, fraise, tournesol, haricot etc. 
Les principales productions agricoles du pays sont le maïs, avec 10,6 millions de tonnes ; la viticulture, avec 9,3 millions de tonnes ; et le riz. L'Italie est ainsi le premier producteur de vin au monde en 2015 et le premier producteur européen de riz.
D'après le recensement agricole de 2000, le pays compte 2,6 millions d'exploitations agricoles, alors qu'il en comptait 3 millions en 1990, le tout sur 19,6 millions d'hectares cultivés. 94,7 % de ces exploitations sont exploitées de manière familiale avec des exploitations de 5 hectares de moyenne. 31 % de la surface cultivée est allouée à la céréaliculture, 8,2 % à l'exploitation de l'olive, 5,4 % à la viticulture, 4,8 % aux agrumes dont 1 % au citron, 2,4 % à l'horticulture et 1,8 % à la betterave à sucre. 25 % de ces surfaces sont allouées à la pâture, et 11 % aux fourrages. 
Le cheptel italien comprend 6 millions de bovins, 8,6 millions de porcs, 6,8 millions de moutons et de 0,9 million de chèvres.
La surface moyenne des exploitations est estimée à 8 hectares en moyenne.
La production de tomate souffre des sécheresses. La récolte 2020 est en baisse de 35 % par rapport à celle de 2019.

## Galerie

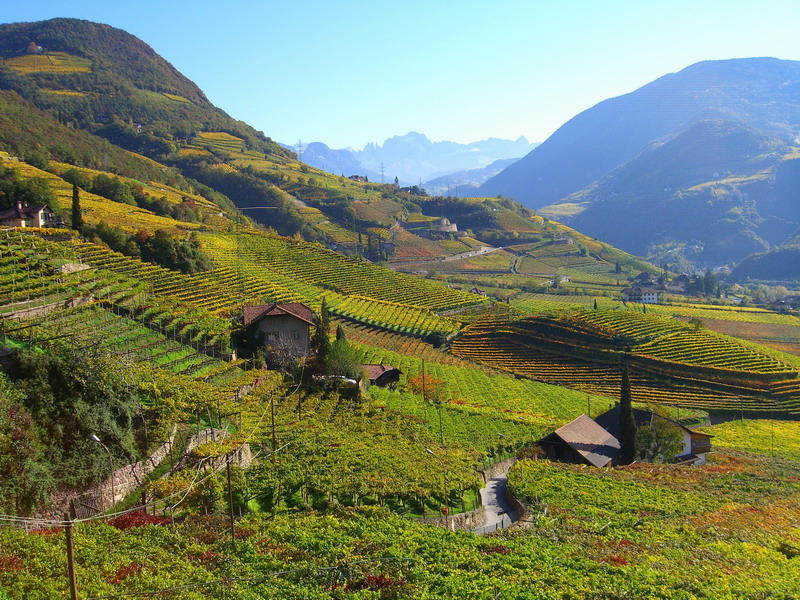
Paysage viticole du Tyrol du Sud
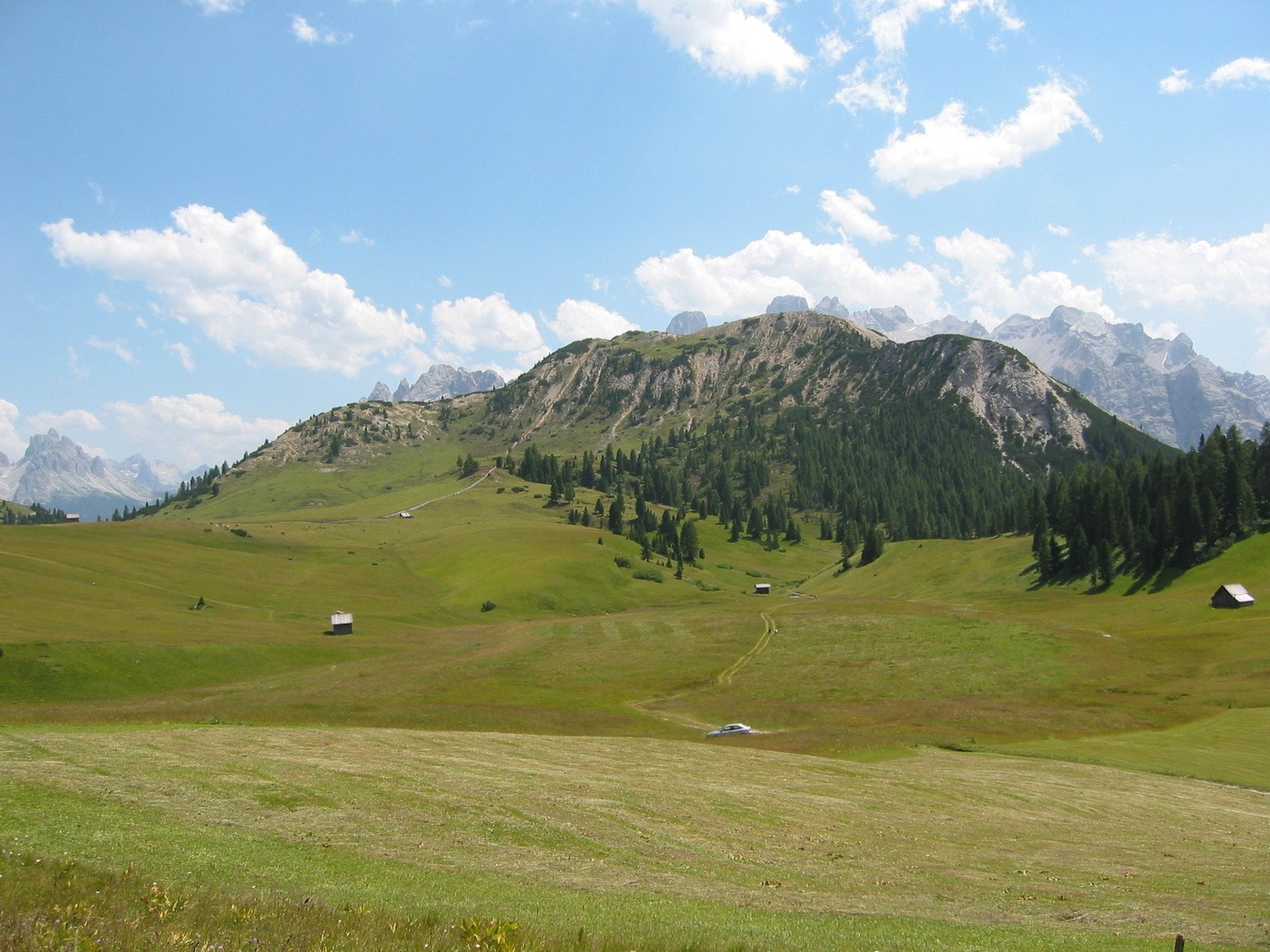
Pâture montagneuse
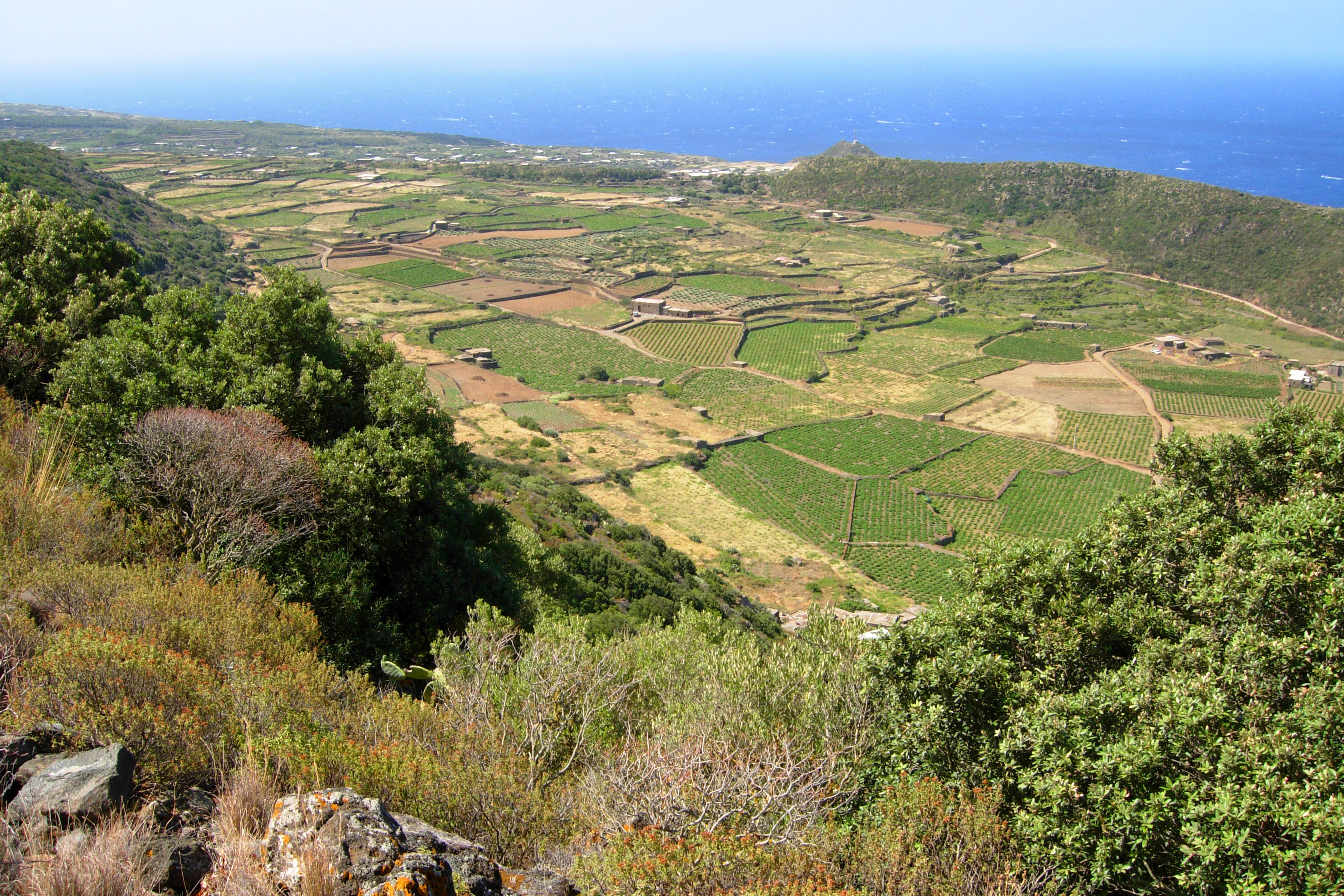
Piana di Ghirlanda, Pantelleria
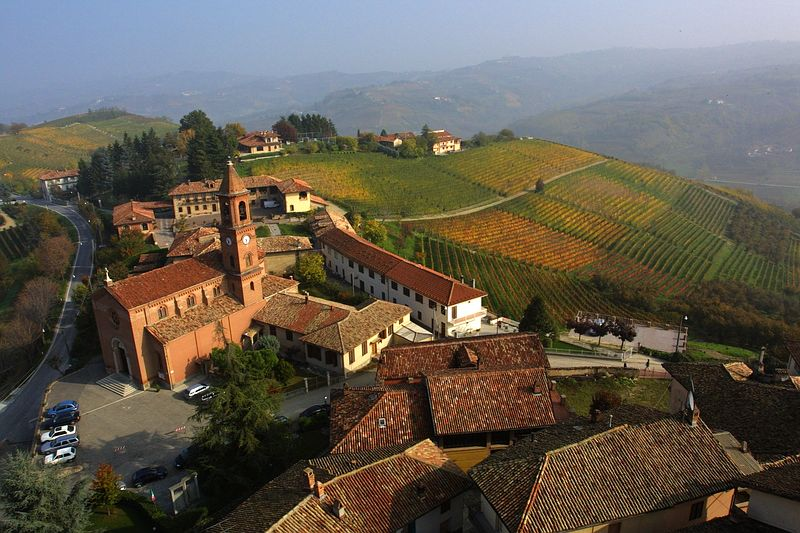
Serralunga d'Alba, dans le Piémont
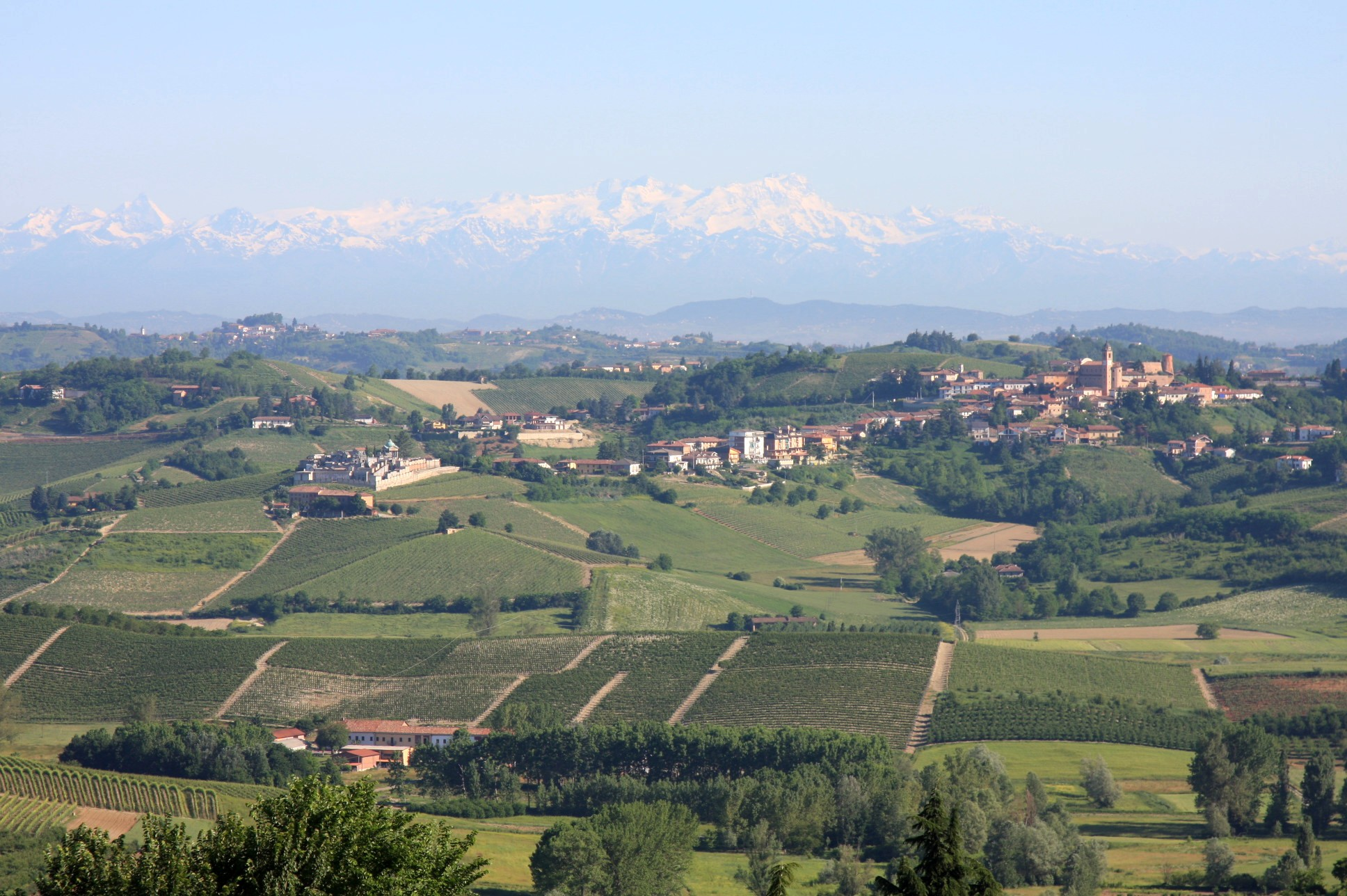
Paysage viticole du Piémont
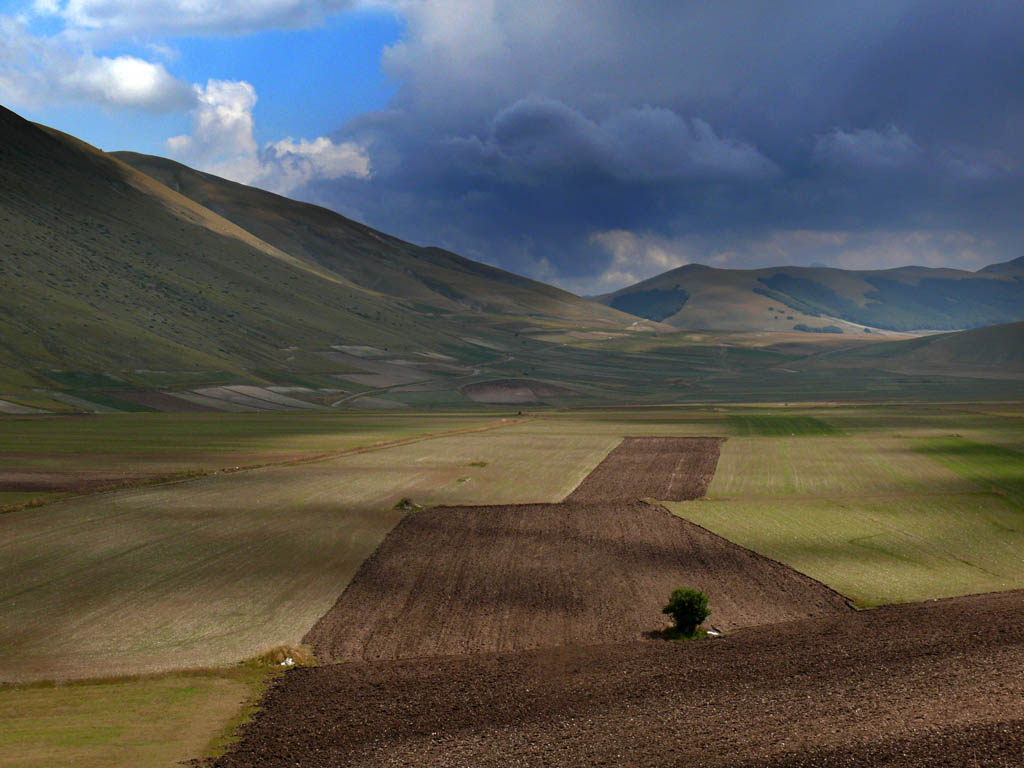
Piano Castellucio